# Öppet vatten-simning vid världsmästerskapen i simsport 2025 – Herrarnas 3 km knockout sprint
Herrarnas 3 km knockout sprint i öppet vatten-simning vid världsmästerskapen i simsport 2025 avgjordes den 19 juli 2025 vid Sentosa i Singapore. Det var första upplagan av grenen vid VM.
Tyske Florian Wellbrock tog guld, ungerske Dávid Betlehem tog silver och franske Marc-Antoine Olivier tog brons. Tävlingen avgjordes i tre omgångar. Först två heat som simmades över 1 500 meter där de 10 bästa tiderna i varje heat kvalificerade sig för semifinalen. I semifinalen simmades det 1 000 meter där de 10 bästa tiderna gick vidare till finalen. Finalen avgjordes slutligen över 500 meter.

## Resultat

### Heat
Heaten startade klockan 10:00.

#### Heat 1
| Placering | Simmare              | Nationalitet                    | Tid     | Noteringar |
| --------- | -------------------- | ------------------------------- | ------- | ---------- |
| 1         | Matteo Diodato       | Italien                         | 17.00,9 | 0Q0        |
| 2         | Thomas Raymond       | Australien                      | 17.03,8 | 0Q0        |
| 3         | Gregorio Paltrinieri | Italien                         | 17.03,9 | 0Q0        |
| 4         | Martin Straka        | Tjeckien                        | 17.06,2 | 0Q0        |
| 5         | Ivan Puskovitch      | USA                             | 17.08,8 | 0Q0        |
| 6         | Logan Fontaine       | Frankrike                       | 17.08,9 | 0Q0        |
| 7         | Eric Brown           | Kanada                          | 17.10,1 | 0Q0        |
| 8         | Lev Cherepanov       | Kazakstan                       | 17.11,4 | 0Q0        |
| 9         | Christian Schreiber  | Schweiz                         | 17.11,5 | 0Q0        |
| 10        | Vladislav Utrobin    | Neutrala individuella idrottare | 17.11,5 | 0Q0        |
| 11        | Joaquín Moreno       | Argentina                       | 17.13,1 |            |
| 12        | Park Jae-hun         | Sydkorea                        | 17.13,9 |            |
| 13        | Kaito Tsujimori      | Japan                           | 17.16,6 |            |
| 14        | Matthew Caldwell     | Sydafrika                       | 17.45,4 |            |
| 15        | Su Bo-ling           | Taiwan                          | 17.45,4 |            |
| 16        | Oh Se-beom           | Sydkorea                        | 17.48,4 |            |
| 17        | Artyom Lukasevits    | Singapore                       | 17.50,5 |            |
| 18        | Ilias El Fallaki     | Marocko                         | 17.57,9 |            |
| 19        | Louis Clark          | Nya Zeeland                     | 17.58,4 |            |
| 20        | Galymzhan Balabek    | Kazakstan                       | 18.01,9 |            |
| 21        | Diego Dulieu         | Honduras                        | 18.03,1 |            |
| 22        | Atakan Ercan         | Turkiet                         | 18.03,2 |            |
| 23        | Keith Sin            | Hongkong                        | 18.03,8 |            |
| 24        | Théo Druenne         | Monaco                          | 18.16,9 |            |
| 25        | Luke Tan             | Singapore                       | 18.53,3 |            |
| 25        | Jeison Rojas         | Costa Rica                      | 18.53,3 |            |
| 27        | Chan Tsun Hin        | Hongkong                        | 19.34,8 |            |
| 28        | Juan Núñez           | Dominikanska republiken         | 19.38,5 |            |
| 29        | Tristan Nell         | Namibia                         | 20.38,1 |            |
| 30        | Tharusha Perera      | Sri Lanka                       | 21.49,9 |            |
| 31        | Aryan Joseph         | Kenya                           | 23.33,8 |            |
| 32        | Swaleh Talib         | Kenya                           | 24.26,7 |            |
| —         | Piotr Woźniak        | Polen                           | 0DNS0   | 0DNS0      |

#### Heat 2
| Placering | Simmare                     | Nationalitet                    | Tid     | Noteringar |
| --------- | --------------------------- | ------------------------------- | ------- | ---------- |
| 1         | Florian Wellbrock           | Tyskland                        | 17.00,4 | 0Q0        |
| 2         | Dávid Betlehem              | Ungern                          | 17.01,4 | 0Q0        |
| 3         | Nicholas Sloman             | Australien                      | 17.03,9 | 0Q0        |
| 4         | Marc-Antoine Olivier        | Frankrike                       | 17.05,0 | 0Q0        |
| 5         | Kristóf Rasovszky           | Ungern                          | 17.05,0 | 0Q0        |
| 6         | Oliver Klemet               | Tyskland                        | 17.05,7 | 0Q0        |
| 7         | Paul Niederberger           | Schweiz                         | 17.06,9 | 0Q0        |
| 8         | Athanasios Kynigakis        | Grekland                        | 17.08,2 | 0Q0        |
| 9         | Dylan Gravley               | USA                             | 17.08,6 | 0Q0        |
| 10        | Luca Karl                   | Österrike                       | 17.08,7 | 0Q0        |
| 11        | Ratthawit Thammananthachote | Thailand                        | 17.10,1 |            |
| 12        | Konstantinos Chourdakis     | Grekland                        | 17.10,3 |            |
| 13        | Matheus Melecchi            | Brasilien                       | 17.10,7 |            |
| 14        | Savelii Luzin               | Neutrala individuella idrottare | 17.11,1 |            |
| 15        | Luiz Loureiro               | Brasilien                       | 17.13,0 |            |
| 16        | Bartosz Kapała              | Polen                           | 17.14,2 |            |
| 17        | Emre Sarp Zeytinoğlu        | Turkiet                         | 17.41,5 |            |
| 18        | Lan Tianchen                | Kina                            | 17.47,9 |            |
| 19        | Nico Esslinger              | Namibia                         | 17.52,4 |            |
| 20        | Connor Buck                 | Sydafrika                       | 17.54,1 |            |
| 21        | Tsao Jun-yan                | Taiwan                          | 18.13,7 |            |
| 22        | Zhang Jinhou                | Kina                            | 18.13,8 |            |
| 23        | Richard Urban               | Slovakien                       | 18.15,9 |            |
| 24        | Esteban Faure               | Monaco                          | 18.23,3 |            |
| 25        | Jakub Gabriel               | Slovakien                       | 18.23,8 |            |
| 26        | Prashans Hiremagalur        | Indien                          | 18.40,9 |            |
| 27        | Riku Takaki                 | Japan                           | 18.46,6 |            |
| 28        | Army Pal                    | Indien                          | 19.42,0 |            |
| 29        | Joaquín Estigarribia        | Paraguay                        | 20.24,0 |            |
| —         | Adrian Ywanaga              | Peru                            | 0DNS0   | 0DNS0      |
| —         | Jamarr Bruno                | Puerto Rico                     | 0DNS0   | 0DNS0      |
| —         | Rami Rahmouni               | Tunisien                        | 0DNS0   | 0DNS0      |

### Semifinal
Semifinalen startade klockan 10:50.
| Placering | Simmare              | Nationalitet                    | Tid     | Noteringar |
| --------- | -------------------- | ------------------------------- | ------- | ---------- |
| 1         | Florian Wellbrock    | Tyskland                        | 11.27,2 | 0Q0        |
| 2         | David Betlehem       | Ungern                          | 11.27,8 | 0Q0        |
| 3         | Thomas Raymond       | Australien                      | 11.28,1 | 0Q0        |
| 4         | Marc-Antoine Olivier | Frankrike                       | 11.29,2 | 0Q0        |
| 5         | Gregorio Paltrinieri | Italien                         | 11.30,4 | 0Q0        |
| 6         | Logan Fontaine       | Frankrike                       | 11.30,8 | 0Q0        |
| 7         | Ivan Puskovitch      | USA                             | 11.31,8 | 0Q0        |
| 8         | Martin Straka        | Tjeckien                        | 11.31,9 | 0Q0        |
| 9         | Kristof Rasovszky    | Ungern                          | 11.32,6 | 0Q0        |
| 9         | Nicholas Sloman      | Australien                      | 11.32,6 | 0Q0        |
| 11        | Eric Brown           | Kanada                          | 11.33,1 |            |
| 12        | Luca Karl            | Österrike                       | 11.33,2 |            |
| 13        | Paul Niederberger    | Schweiz                         | 11.34,1 |            |
| 14        | Christian Schreiber  | Schweiz                         | 11.34,2 |            |
| 15        | Vladislav Utrobin    | Neutrala individuella idrottare | 11.34,3 |            |
| 16        | Matteo Diodato       | Italien                         | 11.34,7 |            |
| 17        | Oliver Klemet        | Tyskland                        | 11.34,9 |            |
| 18        | Athanasios Kynigakis | Grekland                        | 11.35,8 |            |
| 19        | Dylan Gravley        | USA                             | 11.37,7 |            |
| 20        | Lev Cherepanov       | Kazakstan                       | 12.00,4 |            |

### Final
Finalen startade klockan 11:00.
| Placering | Simmare              | Nationalitet | Tid    | Noteringar |
| --------- | -------------------- | ------------ | ------ | ---------- |
| 1         | Florian Wellbrock    | Tyskland     | 5.46,0 |            |
| 2         | David Betlehem       | Ungern       | 5.47,7 |            |
| 3         | Marc-Antoine Olivier | Frankrike    | 5.51,1 |            |
| 4         | Gregorio Paltrinieri | Italien      | 5.58,9 |            |
| 5         | Thomas Raymond       | Australien   | 5.59,0 |            |
| 6         | Kristof Rasovszky    | Ungern       | 6.06,0 |            |
| 7         | Ivan Puskovitch      | USA          | 6.07,2 |            |
| 8         | Logan Fontaine       | Frankrike    | 6.07,2 |            |
| 9         | Martin Straka        | Tjeckien     | 6.08,6 |            |
| 10        | Nicholas Sloman      | Australien   | 6.10,3 |            |